# Stefan Blättler
Stefan Josef Blättler (* 1959 in Hergiswil NW) ist ein Schweizer Jurist und seit 2022 Bundesanwalt.

## Biografie
Stefan Blättler wuchs im Kanton Nidwalden auf. Sein Vater Josef Blättler-Christen war ab 1974 Nidwaldner Polizeikommandant. Stefan Blättler studierte Rechtswissenschaften an Universität Neuenburg. Nach dem Lizenziat im Jahr 1983 arbeitete er als Assistent am Lehrstuhl für Strafrecht der Universität. Im Jahr 1987 promovierte er mit einer Arbeit über gerichtspolizeiliche Aufgaben der Bundesbehörden. Danach arbeitete er bei der UBS in Genf.
1989 trat Blättler in den Dienst der Kantonspolizei Bern. Ab 1993 leitete er die Regionalpolizei Seeland–Berner Jura. 1995 wurde er zum Stellvertreter des kantonalen Polizeikommandanten. Per 1. August 2006 wurde er zum Leiter der Kantonspolizei Bern ernannt. Im März 2021 trat er per Ende Jahr von seinem Amt als Polizeikommandant zurück.
Blättler war ab 2014 Präsident der Konferenz der kantonalen Polizeikommandanten (KKPKS), zudem Präsident des Stiftungsrates des Schweizerischen Polizei-Institutes (SPI) und Strategischer Leiter Disaster Victim Identification (DVI). Daneben hatte er einen Lehrauftrag an der Universität Bern für Nebenstrafrecht und Kriminalistik.
Am 29. September 2021 wählte ihn die Vereinigte Bundesversammlung für den Rest der Amtsperiode 2020–2023 anstelle von Michael Lauber zum Bundesanwalt der Schweiz und damit Amtsleiter der Bundesanwaltschaft. Im Juni 2023 wurde er für die Amtszeit 2024–2027 mit 209 von 210 gültigen Stimmen im Amt bestätigt.
Blättler ist parteilos. Er spricht Deutsch, Englisch, Französisch und Italienisch. Im Militär war er Hauptmann. Er ist verheiratet mit der albanischen Kinderschauspielerin und sozialistischen Politikerin Zhaklina Dhimojani und Vater einer Tochter.